# United States Department of War

Ter vergelijking: het zegel van het Department of the Army

Het United States Department of War is een voormalig ministerie van de Amerikaanse overheid verantwoordelijk voor het beheer van de landmacht (en later luchtmacht) van 1789 tot 18 september 1947, waarna het onderdeel werd van de National Military Establishment, dat op 10 augustus 1949 werd omgedoopt tot het Department of Defense. Het Department of War werd geleid door de minister van Oorlog, die ook lid was van het Amerikaanse kabinet. Het Department of War werd ook als War Office aangeduid.
Toen het onderdeel werd van het National Military Establishment werd het War Department omgedoopt tot Department of the Army en werd het een van de drie militaire ministeries van de federale overheid. Tegelijkertijd werd de Army Air Forces afgescheiden van het leger als U.S. Air Force onder het net opgerichte Department of the Air Force.

## Zegel van het ministerie
De datum "MDCCLXXVIII" en de titel War Office zijn illustratief voor de herkomst van het zegel. De datum (1778) staat voor het jaar van aanname. De term War Office werd gebruikt tijdens de Amerikaanse Onafhankelijkheidsoorlog en vele jaren daarna en werd geassocieerd met de Headquarters of the Army.
Arbeid ·
Binnenlandse Zaken ·
Buitenlandse Zaken ·
Defensie ·
Economische Zaken ·
Energie ·
Financiën ·
Volksgezondheid en Sociale Zaken ·
Binnenlandse Veiligheid ·
Volkshuisvesting en Stedelijke Ontwikkeling ·
Justitie ·
Landbouw ·
Onderwijs ·
Transport ·
Veteranenzaken

Voormalige ministeries:
Economische Zaken en Arbeid ·
Gezondheidszorg en Onderwijs ·
Marine ·
Post Office ·
Oorlog